# Medno
Medno je obcestno naselje v Mestni občini Ljubljana, ki leži 10 km severozahodno od centra Ljubljane ob cesti in železnici Ljubljana–Kranj. Skozenj poteka dvopasovna regionalna cesta Medvode - Ljubljana, ki je ena izmed najbolj prometno obremenjenih cest v Sloveniji. Naselje je odlično povezano z železnico in medkrajevnimi avtobusnimi linijami s Kranjem, Škofjo Loko in prestolnico. S slednjo ga povezuje še redna mestna avtobusna linija št. 25. Naselje je poznano tudi po viseči leseni brvi preko reke Save do Vikrč, nekdaj pa po priljubljeni gostilni Cirman.
Ozemlje, ki spada pod naselje Medno, meri 141 hektarjev. Vas meji v smeri proti Ljubljani na Stanežiče in delno na Brod (že del Ljubljane), v zahodni in severni smeri pa na Seničico. Reka Sava ločuje Medno od Vikrč. Najvišja točka v kraju je vrh Medanskega hriba (427 m), najnižja pa ob Savi (301 m).
Po zemljiški razmejitvi spada Medno v katastrsko občino Stanežiče, upravno pa v četrtno skupnost Šentvid v mestni občini Ljubljana, pod upravno enoto Ljubljana. Upravno je Medno vedno spadalo pod Ljubljano, z izjemo druge svetovne vojne, ko je bila meja med Kraljevino Italijo in Nemčijo v Šentvidu, je Medno upravno spadalo pod Kranj. Medno je vključeno v Župnijo Šentvid (ustanovljena leta 1085). V preteklosti je spadalo pod občino Šentvid.

## Izvor krajevnega imena
Od kod izvira ime vasi Medno (ki ga domačini  izgovarjajo kot Med:n) ni znano. Domačini so Medanci in ne Medenčani ali Medenci, doma pa so iz Medna in ne iz Mednega, hodijo v Meden in ne v Medno, živijo v Mednu in ne v Mednem. To kaže samo na to, da je kartograf, ki je ime vasi leta 1784 zapisal kot Medno, naredil napako in da so jo za njim vsi ponavljali. Vas bi se morala imenovati Meden ali Medan, tako kot se je v srednjem veku.
Etimolog France Bezlaj domneva, da bi bilo ime vasi lahko izvedeno iz osnove "med", jezikoslovec Kelemina pa ime izvaja iz predslovanskega "meduno". Po mnenju dr. Marka Snoja se je ime sodeč po srednjeveških zapisih prvotno glasilo Medovno (selo) s kratkim naglasom na zadnjem samoglasniku, kar je po gorenjskih glasoslovnih zakonih dalo današnji Meden (prvi e je naglašen in širok, drugi je polglasnik). S tem soglaša pridevnik medánski, ki je po gorenjskih zakonih nastal iz medvánski, pa tudi sklanjatev. Okoliški prebivalci rečejo "v Mednem" in ne "v Mednu", to pa kaže na izvor v pridevniku in ne samostalniku, kar potrjuje domnevo o prvotnem Medovno (selo). Po mnenju dr. Snoja sta dve možnosti izvora imena. Prva, bolj verjetna, je, da je izvorno Medovno selo tvorjeno neposredno iz "med" in da torej prvotno pomeni "vas, v kateri pridobivajo med, kjer živijo čebelarji". Druga možnost je tista, h kateri se nagiba Bezlaj, da bi namreč bilo treba izhajati iz vzdevka, osebnega imena Medo ali podobno (tvorjenega iz Medved, kar se ohranja kot priimek). Po tej razlagi naj bi ime prvotno pomenilo nekako "Medova vas". 
Predlog Kelemine, po katerem naj bi Medno izviralo iz predslovanskega imena Meduno (prvotni pomen tega imena še ni ugotovljen), meni dr. Snoj, ne vzdrži, ker se v tem primeru pridevnik ne bi glasil medánski, temveč najverjetneje medinski.

## Zgodovina

### Prazgodovina
Na območju današnjega Medna se dokumentirano naselje prvič pojavi v starejši železni dobi (9. ali 8.stoletje pred našim štetjem). Na Strmini nad hotelom, vrh Medanskega hriba, od koder je dober razgled nad  vso južno Gorenjsko, je bilo postavljeno gradišče, ki je še danes zelo dobro vidno. Oblikovano je ovalno, prilagojeno terenu vrh hriba in v dolžino meri več kot 160 m, v širino pa več kot 100 m. Obseg nasipov okrog gradišča je pribl. 500 m, površina gradišča pa 1,2 ha. Območje gradišča je leta 2001 mestni svet Mestne občine Ljubljana razglasil za kulturni spomenik. Območje nekdanjega gradišča je notranje razgibano. Ohranjen je nekdanji vhod, kjer se vidi ostanek nekdanjega obzidja iz večjega kamenja na obodu in manjših kamnov v sredici. Gradišče je naravno dobro zavarovano na jugozahodni strani s prepadnim pobočjem, na južni in vzhodni strani pa z mogočnim obzidjem. Na severni strani so tri terase, sledov obzidja pa ni več zaznati. Gradišče je, kot poroča Ribič, prekopaval Zadnikar v območju Štirnce, ki je sicer na južni strani izven obzidja, vendar ni znana nobena njegova najdba. Leta 2003 je bilo pod izruvanim drevesom na spodnji od treh teras na severni strani gradišča v globini pribl. 20 centimetrov najdenih več koščkov keramike, kamnite žrmlje, koščke lepa (glina za zamazovanje špranj v lesenih kolibah) in koščke oglja. Najdbe so bile predane ZRC SAZU. Najdena je bila tudi bronasta igla s stožčasto glavico in bronasta dvozankasta ločna fibula v grobu na robu Ježe, nad vrtom današnje hiše Medno 32 oz. Medno 32A.
Tudi okolica Medna je bila poseljena že zelo zgodaj. V Šentvidu so našli sulično ost iz obdobja kulture žarnih grobišč, halštatski brusni kamen in keltski srebrnik. Na pobočju Velike Trate nad Pržanjem je bila v keltskih časih lesena utrdba. Gradišče so kasneje utrdili in uporabljali tudi Rimljani, ki so na tem mestu zgradili tempelj boginji Cereri. Prazgodovinsko gradišče je bilo tudi na Šmarni gori.

### Antika
V času Rimljanov o Mednu ni znan noben zapis. Prazgodovinska tovorna pot, ki je povezovala ljubljansko kotlino s Koroško in bila kasneje cesta Emona (Ljubljana) – Forum Lubelinum (Podljubelj) - Virunum (Gospa Sveta), je potekala delno po robu zgornje savske terase oziroma Ježe, kjer danes teče le poljska pot, in delno po trasi sedanje kolesarske ceste ter verjetno le pri gostilni Cirman tudi po trasi sedanje ceste Ljubljana–Kranj. Ob rimski cesti so našli v globini 45 cm dvojni, skeletni in žgani grob iz časa Rimljanov z ostanki različnega posodja in železnega tulca sulice. Našli so tudi rimski sarkofag s kostmi skeleta, ki je pripadal zelo stari Rimljanki. V sarkofagu so našli še verižico, steklen balzamarij in stekleničko.

### Srednji vek
Na območju Gradišča nad motelom v Mednu je bil najden odlomek obročastega, vlitega, bronastega okova v podobi kače z dvema glavama. Povsem skladni okovi so bili najdeni na Madžarskem v grobovih iz druge polovice 7. stoletja. Šlo naj bi za bizantinske izdelke. Najdba še ne pomeni, da je bilo prav to mesto tedaj poseljeno, vsekakor pa dokazuje življenje ljudi v bližnji okolici. Predmet hrani Narodni muzej Slovenije.
V srednjem veku se Medno (Medown) prvič pojavi 23. junija 1327. Oblika zapisa je potem različna praktično v vsakem zapisu: Medow 1337,  Medawn 1339, 1352, 1400 in 1431, Medawen 1340 in 1430, Medaun 1453 in Medenn 1490.
Poročil o kugi v Mednem ni, prebivalstvo je vztrajno raslo. Že leta 1327 je bilo v vasi najmanj osem kmetij v lasti Jetrbenških.

### Novi vek
Ribolov v Savi in njenih pritokih je bil vse od Hraš pa do Črnuč vsaj od leta 1596 dalje last graščine v Smledniku.
Najbližja cerkev v Stanežičah je prvič v pisnih virih omenjena leta 1526 ob popisu cerkvenih dragocenosti. Takrat je oblast cerkvi vzela srebrn kelih z bakrenim stojalom in tri ogrske goldinarje v zlatu ter šest funtnih vinarjev za financiranje bojev proti Turkom.
V času turških vpadov je nanje opozarjal kres na šmarnogorski Grmadi, ki so jo kot kresišče določili 30. aprila 1613. Poleg nje so bila kresišča še v Ljubljani, na Šmarjetni gori nad Kranjem, pri Sv. Petru nad Begunjami, tudi na Starem gradu nad Kamnikom. Turki so do Ljubljane prvič prišli leta 1415. Leta 1472 so se utrdili na Jami v Zgornji Šiški in plenili po ljubljanski okolici. Leta 1492 so požgali Šentvid, leta 1527 pa Koseze, Dravlje in Šentvid. Zadnjič so bili v Šentvidu leta 1584.
V času prvega popisa prebivalstva v zgodovini (leta 1754) je v Mednu živelo 50 moških in 57 žensk v družinah 13 hišnih gospodarjev in treh kajžarjev. Tlačani grofa Leopolda Lamberga so bili hišni gospodarji Jožef Žlebnik, Jakob Maček, Jožef Lampič, Lovrenc Komatar in Tomaž Hvastja ter kajžar Frančišek Baloh. Pod nemško viteško komendo v Ljubljani so spadali hišni gospodarji Jurij Pečnik, Jernej Babnik, Pavel Hvastja in kajžar Nikolaj Košir. Meščanskemu špitalu v Ljubljani so pripadali hišni gospodarji Gregor Padovšek in Uršula Robida. H gospostvu Fužine so spadali hišni gospodarji Jakob Bergant, Jurij Kopač in Jožef Robida. H gospostvu Smlednik je spadal kajžar Aleš Knapič. Leta 1784 je bilo v vasi 23 hiš, od katerih sta bili vsaj dve le kajži. 
Leta 1775 je nastal t. i. “načrt ljubeljske ceste”. Cesto med Ljubljano in Celovcem (preko Ljubelja) je bila prenovljena in v ta namen je bil narisan gradbeni načrt, ki je vključeval traso obstoječe ceste s hišami v neposredni bližini, z navedbo kamnolomov in peskokopov v bližini ter z vrisanimi predvidenimi popravki trase ter drugimi predvidenimi gradbenimi deli. Iz tega načrta lahko razberemo, da so bile ob glavni cesti že nove hiše. Nova je bila cesta od kapelice v vas, ki danes poteka mimo gasilskega doma, takrat pa je še ob robu potoka (ki je od leta 1977 dalje ves speljan pod zemljo), ki teče iz gozda mimo Medna 22, pod njo proti kapelici in naprej proti Savi.
Gorenjska železnica je bila zgrajena kot južni del t. i. Rudolfove železnice, ki je tekla od Štajerske prek Celovca in Beljaka proti Furlaniji in jadranski obali. Poseben krak od Šiške prek Jesenic do Trbiža je 12.000 delavcev gradilo od poletja 1869 do oktobra 1870. Sprva v Mednu ni bilo železniške postaje. To so vaščani zgradili s prostovoljnim delom, vlaki pa so se na njej začeli ustavljati 2. avgusta 1925. Lepo poslopje postaje so kasneje minirali partizani med drugo svetovno vojno in ni bilo več obnovljeno.

### Pred 1. svetovno vojno
Kozolec (toplar) na vrtu Mačkove domačije (Medno 22) je v tem okolju nenavaden, saj so za to območje značilni kozolci s plajšem (nadstreškom) v dolžini ene ali dveh lat. Tu ga je leta 1902 postavil Franc Brodnik, ki je od prejšnjih lastnikov, Žagarjev, kupil Mačkovino in se tja preselil iz Žalne na Dolenjskem, od koder je pripeljal tudi razstavljeni toplar, s stebri iz slavonskega hrasta, ki jih je pripeljal iz Slavonije, kjer je kot najet sezonski gozdni delavec sekal hrastove gozdove. Micka Žagar je bila nečakinja Jakoba Aljaža in ta je z njeno doto iz Mačkovine plačal izdelavo Aljaževega stolpa na Triglavu.
Prva svetovna vojna se Medna ni dotaknila.

### Med vojnama
Leta 1920 je bilo ustanovljeno gasilsko društvo, člani društva pa so zgradili prvi gasilski dom. Na prvotni zgradbi, podrti leta 1975, je bil sicer napis "Dom gasilcev" in letnica 1914. Pred tem je na tem mestu že sredi 19. stoletja stal križ, ki je imel v spodnjem koncu pritrjen kip Žalostne Matere božje. Ob gradnji doma so kip vstavili v posebno vdolbino na pročelju stavbe, a so ga ob prenovitvi po drugi svetovni vojni odstranili. V zapisniku gasilskega društva je v letu 1935 omenjen govor Josipa Vestra kot predsednika prosvetnega društva Medno – Tacen.
Leta 1929 in 1930 so v vas prvič napeljali elektriko, za kar so štirje domačini zastavili premoženje. Elektriko je dobavljala nova elektrarna v Marinovševem mlinu na Brodu. Ta elektrarna deluje še danes, njeno zajetje pa je del kajakaške proge, kjer potekajo tudi tekme za svetovni pokal. Prva elektrika je zadoščala le za nekaj žarnic v nekaj hišah. Preostali del vasi je bil elektrificiran v času nemške okupacije med drugo svetovno vojno.
Leksikon Dravske banovine iz leta 1937 omenja stalno avtobusno povezavo kraja z Ljubljano in Kranjem, občasno taksi službo pa je priložnostno izvajal gostilničar Cirman.
Leta 1934 so postavili še danes ohranjeno visečo pokrito brv čez Savo, s čimer je Medno postalo izhodišče za izletnike na Šmarno goro, ki so se do Medna pripeljali z vlakom. Do takrat je potnike čez Savo prevažal mlinar s svojim čolnom. Približno v tem času so ob Savi pri zaselku Roje uredili tudi kopališče za ljubljanske izletnike. Na mostu so pobirali mostnino vse do začetka druge svetovne vojne leta 1941. Mitnica je bila v majhni hišici pred vhodom na most na medanski strani. Most je bil temeljito obnovljen leta 1980. Začasno so ga zaprli leta 2002, ker je bil poškodovan v viharju.
Trgovina z živili je obstajala v sklopu gostilne Cirman pred drugo svetovno vojno.

### 2. svetovna vojna
Spremembe je v vasi povzročila rekonstrukcija ceste Ljubljana–Kranj v letih 1936 in 1937. Cesta je bila razširjena in betonirana. Opustili so del stare, rimske trase pod Strmino mimo hotela Medno, ki se je prestrmo spuščala proti Seničici in cesto speljali po sedanji trasi. Ob cesti so zaradi širitve podrli dve najstarejši hiši v Mednu: Medno 1 in  Medno 3. Od obeh domačij sta ostala le vodnjaka.
Leta 1937 je imel kraj 165 prebivalcev v 40 hišah. Od tega je bilo 24 kmetov, 16 kočarjev (uslužbenci, delavci v tovarnah in drugi nekmetje) in štirje najemniki.
V 2. svetovni vojni padlo 16 vaščanov. Nemci so v “okroglo vilo”, Medno 37, namestili graničarje, ki so kontrolirali mejo med Kraljevino Italijo in Nemčijo na Toškem čelu. Na podstrehi gostilne Cirman, Medno 15, je bila krajši čas nastanjena nemška protiletalska enota (Luftwafe). Prav tako so tam imeli eno leto svoj bunker partizani, eno leto pa so prebivali v skrivnem bunkerju tudi v hiši Medno 13. V Mednu 22 je bila od začetka vojne partizanska javka. Vas je bila pomembna predvsem zaradi brvi čez Savo, ki ni imela stalne nemške straže in je zato prek nje potekala živahna partizanska komunikacija. Medno je bilo izpod nemške okupacije osvobojeno 9. maja 1945 ob 10. uri dopoldne.

### Obdobje po vojni
Takoj po drugi svetovni vojni je bilo v Mednu 241 prebivalcev. Leta 1953 jih je bilo v 72 gospodinjstvih nekaj manj – 238. Leta 1961 252, deset let za tem pa 273 v 76 gospodinjstvih. Potem se je začelo naselje širiti s priseljevanjem od drugod. Leta 1991 je bilo gospodinjstev 115, prebivalcev pa 370, po podatkih iz popisa leta 2002 pa je bilo Medancev 386, od tega 8 brezposelnih.
Danes najpogostejša priimka v vasi sta Kopač in Šušteršič.
Največji slovenski tabor vseh časov je bil v neposredni bližini Medna – vižmarski tabor.
Motel Medno, danes hotel, je bil zgrajen leta 1960 ob cesti v smeri proti Medvodam, leta 1961 je bil zato tudi zgrajen vodovod. Motel je bil  zgrajen kot vstopna točka v Ljubljano za popotnike s severa. V njem je bilo veliko prireditev, znan pa je bil tudi po svoji diskoteki. Prva prireditev, po kateri je bil široko znan, je bilo tekmovanje starih avtomobilov (oldtimerjev) s startom in ciljem pred motelom. Zato je bila dolga leta blagovna znamka motela silhueta oldtimerja. Ob motelu je bilo igrišče za mini golf in smučišče. Z leti je turizem zamiral, smučišče se je zaraslo, igrišče za mini golf pa razpadlo. Motel so po hudem neurju, ki je močno poškodoval streho, leta 2002 zaprli in znova odprli leta 2004 kot hotel.
V letih 1980–1982 je bil del Medna priključen na ljubljanski sistem kanalizacije.
Pri Cirmanu je bil teleefonski priključek že pred drugo svetovno vojno, najobsežnejše telefonsko priključevanje pa je potekalo leta 1984, ko je bilo na telefonsko omrežje priključenih 100 hiš v Stanežičah, Mednu in Dvoru.
Kabelska televizija iz Medvod je od leta 1988, ko so bili kabli proti Stanežičam napeljani s prostovoljnim delom.

### Samostojna Slovenija
Leta 2000 je bila v prometni nesreči podrta v stoletna kapelico, posvečena svetemu Florjanu. S pomočjo župnije Šentvid je bila ta na istem mestu leto kasneje obnovljena. 
Leta 2004 je Erazem Pintar zakupil Donkarjevo njivo in jo spremenil v travnato pristajališče oziroma vzletišče za manjša letala. Na travniku je stal manjši hangar, ob začetku pristajalne steze pa vreča na drogu za prikazovanje smeri vetra. Po nesreči z letalom leta 2010 je Erazem Pintar letališče opustil.

### Nastanek in razvoj gasilske organizacije v Mednu
V Mednu se je gasilstvo začelo leta 1914. Medanci  so svoje društvo formalno ustanovili po koncu prve svetovne vojne leta 1920.
V letih neposredno pred 1. svetovno vojno in po njej je nastalo izredno veliko gasilskih društev.  14. avgusta 1920 so Medanci na prvem občnem zboru ustanovili svoje prostovoljno gasilsko društvo. Vse potrebno je uredil 11-članski pripravljalni odbor z dvema namestnikoma. Kar takoj se je vpisalo 32 članov med katerimi pa ni bilo niti ene ženske. Kot je videti v starih zapisnikih, se do konca 2. svetovne vojne ni včlenila niti ena ženska.

Podoknica
Dne 18. maja ob 9.00 uri zvečer smo priredili podoknico gospe Kumici Franji Cirmanovi. Točno ob tričetrt na 9 smo se zbrali pred gasilskim domom vsi člani čete. 10 v paradnih oblekah, ostali v civilu ter 15 pevcev šentviškega pevskega zbora in veliko občinstva iz Šentvida, Pirnič, Stanežič in Guncelj ter vsa domača vas, kedor je le mogel jet od doma. 10 dečkov je nosilo ob strani parov lampijončke, za njimi smo korakali gasilci. Tako smo prišli ob 9.oo uri pred dom Kumice. Tam so ji pevci zapeli 3 lepe pesmi. Gospa Kumica je že preje povabila dve družice, da so bile že pri nji, ko je sprevod prišel do Cirmana. Pri drugi pesmi je gospa prišla ven s svojim spremstvom.  Ko so pevci odpeli zadnjo pesem, je tovariš predsednik pozdravil z lepim nagovorom, za kar se mu je gospa Kumica zahvalila ter nas vse skupaj povabila naj gremo notri. Vseh skupaj s pevci, člani čete, družicami in tistimi, ki so nosili lampijončke nas je bilo preko 50. Vse je na lastne stroške lepo pogostila z narezki, piškoti, vinom in sploh kar je kedo hotel je imel vsega na razpolago. Pevci so zapeli veliko domačih in narodnih pesmi, tako da je bila že ura čez polnoč, ko smo se razšli. Ko so pevci odhajali, so vzeli gospo Kumico v sredo in ji še zapeli: »O, slavljenka današnja«. Vsi člani smo stopili okrog nje in ji čestitali k temu pomembnemu dnevu. Gospa Kumica se je vsem lepo zahvalila in je bila zelo razpoložena, kakor tudi gospa Angela Cirmanova in vse družice. Ob koncu sta se v imenu čete zahvalila tovariša predsednik in tajnik gospe Kumici in gospodu Jankotu Cirmanu za tako obilno pogostitev.

Medno, 19. maja 1935, tajnik: Martin Kolar
Maja 1922 so kupili ročno brizgalno črpalko češke tovarne Union, ki so jo po drugi svetovni vojni prodali. To črpalko je leta 1935 zamenjala nova, motorna brizgalka, kupljena pri tovarni Zupan iz Ljubljane. Naslednjo brizgalno so v Mednu kupili leta 1973.
Od ustanovitve gasilskega društva oz. prostovljne gasilske čete naprej je bil v Mednu le en požar. Leta 1928 je zgorel lesen hlev, ki pa ga niso gasili, ker ni bilo vode.
Denar za nakup opreme so zbirali z izkupički veselic, s članarino in prostovoljnimi prispevki.
Društvo je bilo do druge svetovne vojne kar precej aktivno. Knjiga zapisnikov je polna poročil o sestankih, župnih vajah (preizkušnja pripravljenosti v okviru žup, tj. gasilskih okrožij, gašenju požarov v sosednjih vaseh, obiskih na paradah in drugih shodih, florjanskih mašah, vsakoletnih veselicah, redovnih (paradnih) vajah, stražo pa so imeli celo na mednarodni avtomobilski dirki Zagreb–Ljubljana–Celovec. 2. julija 1928 je 12 članov pomagalo vleči nove zvonove v šmarnogorsko cerkev. En zvon je moralo vleči več kot 250 ljudi.
Na sestankih so se člani zbirali poleti v gasilskem domu, pozimi pa v Cirmanovi gostilni, od leta 1935 dalje pa tudi v čakalnici železniške postaje.
Po vojni je društvo kot del vojnega plena dobilo tudi nemško ambulantno vozilo. S prostovoljnimi prispevki v naturalijah, ki so bile skoraj edino merilo za vrednost (moka, mast) so člani društva plačali mehanika, ki je vozilo preuredil za gasilske potrebe. Ko je s prizorišča odšla generacija  povojnih graditeljev, je konec 50-ih let aktivnost društva zamrla. V društvu kmalu ni bilo aktivnosti.
Ponovno pa se je društvo zbudilo iz spanja leta 1970 na pobudo Janka Kopača, ki je bil nato poveljnik, predsednik in nazadnje častni predsednik društva vse do smrti leta 2001.
Gasilci so kupili nov avtomobil in orodje ter s prostovljnim delom leta 1976 zgradili nov gasilski dom. Društvo je postalo ena izmed najbolj aktivnih v občini in je tako še danes. Gasilska ekipa enote civilne zaščite iz krajevne skupnosti Stanežiče-Medno je leta 1979 zmagala na tekmovanju enot iz cele Slovenije.
Vsi predvojni člani so bili moški. Struktura članov je bila naslednja: 22 posestnikov ali sinov posestnikov, 12 železničarjev, 6 ključavničarjev, 4 mizarji, 2 kovača, 3 delavci in po en čevljar, krojač, klepar in livar. Ženske so kljub "nečlanstvu" pomagale na veselicah, hodile na zborovanja v narodnih nošah ali pa so bile kumice – pokroviteljice in najslavnejša je bila Cirmanova mama ali preprosto Kumica. Bila je gostilničarjeva žena in zato si je lahko privoščila izdatno podpiranje gasilskega društva. Leta 1980 je bilo članov 63.

## Izvor ledinskih imen

### Gradišče
Tu je bilo železnodobno naselje in prvotni slovanski prebivalci Medna so zagotovo našli kakšne ostanke tega naselja. Poleg tega ljudje pripovedujejo tudi o skrivnem rovu, ki naj bi povezoval Medanski grad z gradom na Jetrbenku. Seveda je zgodba le plod domišljije, saj je do Jetrbenka 3,5 km. Vendar pa tovrstne zgodbe opisujejo neko drugo povezavo med Jetrbenkom in Mednom. To je lahko enostaven spomin na lastniško povezavo (graščaki z Jetrbenka so bili v 14. stol. lastniki vsaj osmih kmetij v Mednu), na astronomsko smer, s katero so nekoč šteli čas ali kaj tretjega.

### Rupa
Rupa je ime za kraj kjer je še do prvih let po 2. svetovni vojni izviral topel studenec, ki pa je presahnil. Ker je bil studenec topel, so tu vaščanke prale perilo, tudi pozimi. Legenda v zvezi s tem imenom pravi,  da je bil tu zakopan sod zlata. Ko je nekdo ta sod izkopaval, je nastala jama, iz katerega je potem pritekel topel studenec. Ta je potem ostal, iskalec zaklada pa zlata ni našel.

### Petrovi sinovi
Petrova kmetija (Medno 16) je danes zelo majhna, včasih pa je bila največja v vasi. Ko pa je imel eden od gospodarjev 4 sinove, je kmetijo razdelil na 4 dele. To je naredil zato, da sinovom ni bilo treba v vojsko, saj  so  morali na vojsko samo fantje, ki so imeli zemlje manj od določenega zemljiškega minimuma. Zato je šla Petrova kmetija na 4 dele in sinovom ni bilo treba k vojakom. Tako so nastale 4 majhne kmetije: Petrova (Medno 16), Robidova (Medno 17), Mihova (Medno 25) in  Franckova (Medno 24). Verjetno je pripoved povezana s časom Odloka o dosmrtni vojaški službi, ki je veljal od leta 1763 do 1802 in ga je sprejel cesar Jožef II. Po tem odloku je moral v dosmrtno vojaško službo vsak fant, ki ni imel grunta ali ni bil izučen za kakšno obrt.

### Kugla
Kugla je največja gozdna parcela v Mednu in je že od nekdaj last Gajštrovih (Medno 13). Nahaja se na južni vaški meji, tako da je po zračni razdalji pravzaprav bliže Stanežičam in Seničici. V Kugli je plesišče. Sredi Kugle je namreč samostojen vrh gozda, ki so ga nekoč davno razkopali tako, kot bi okroglino vodoravno odrezali. Tako je nastal popolnoma okrogel plesni podij s premerom kakšnih 100 metrov. Tu so se po pripovedovanju zbirali mladi na občasnih plesih. Za dovoljenje za takšen ples je bilo treba pri oblasteh plačati  pristojbino. Plesov vsaj v drugi polovici 19. stol. tod že ni bilo več.

### Dovji hrib
V Dovjem hribu je bila ob gozdni poti od Tratinice do Doline še do pred nekaj leti velika luknja, po navadi polna vode, ki je sedaj zasuta in prekrita s preperelim vejevjem. Po pripovedovanju naj bi nekoč v njej utonil berač na poti od Medna proti Stanežičam.

## Medanske navade
V januarju je občni zbor gasilskega društva. To je družabni dogodek, na katerega ne pridejo izključno samo člani društva. Člani društva pridejo v svečanih uniformah. Poslušajo poročila predsednika, poveljnika, vodje tekmovalnih enot, vodje gasilk, gospodarja, tajnika in predsednika nadzornega sveta o minulem delu ter program predsednika društva za delo v novem letu.
Predpustni čas je bil tradicionalno namenjen porokam.
Včasih so šli v Mednu po nevestino balo ženinovi sosedje teden pred poroko. Pripeljali so jo z vozom ali celo z več vozovi, kar je bilo imenitneje. Voz oziroma vozovi so bili okrašeni s smrečjem in papirnatimi trakovi v narodnih barvah (rdeča, bela, modra). Konjem so na vrat obesili zvonec, na komat pa zataknili cvetje. Fantje so klobuke okrasili s cvetjem in v spremstvu godca odšli na nevestin dom po skrinjo in ostale uporabne predmete. Pot je bila seveda pospremljena s pivskimi postanki. Danes balo predstavljajo darila, ki jih, po navadi na poročno slavje, prinesejo povabljenci, predvsem pa starši obeh mladoporočencev in ne več samo nevestini.
Ko pride ženin na dan poroke po nevesto v vas, mu vaški fantje pred odhodom pripravijo šrango. To je zapora iz drobnejšega debla, ležečega na dveh stolicah, ki ga potem po malem žagajo, odvisno od višine zneska, ki ga za “odkup” neveste plača ženin. Pogajanje se začne z nagovorom vodje šranganja o vrlinah neveste in o strašni izgubi, ki bo doletela vas, ker jo bo odpeljal. Izguba je ocenjena z nekim precej visokim zneskom, ki ga potem ženin niža tem manj uspešno čim bolj se mu bliža rezerviran čas pri matičarju. Ko se pogodijo za pravo ceno, dva “žagarja” ob spremljavi godca do konca prežagata deblo in svatovski sprevod lahko odide oziroma odpelje.
Na pustni večer je kresovanje.
Na velikonočno soboto popoldne je v vsaki vasi organiziran blagoslov pirhov, šunke, potice in hrena. Župnik ali kaplan se v spremstvu dveh ministrantov pripelje iz Stanežič.
Na dan svetega Florjana (4. maja) se ni smelo v vasi zavrteti nobeno kolo. Ustno izročilo pravi, da je v zgodovini vas dvakrat do tal pogorela. Josip Mal v svoji Zgodovini slovenskega naroda  poroča, da je leta 1844 v Mednu pogorelo 9 hiš.
Na predvečer kresnega dne (23. junija) je treba po vseh prostorih v hiši položiti svežo praprot, da bo na njej lahko poležal sveti Janez Krstnik. Zjutraj, ko je praprot že uvela, to dokazuje, da je Janez Krstnik dejansko poležal na njej.
V začetku poletja, ponavadi junija, je gasilska veselica.